# Marjuča ili smrt (1987.)
Marjuča ili smrt, hrvatski dugometražni film iz 1987. godine.